# ヘラクレスの寓意
『ヘラクレスの寓意』（ヘラクレスのぐうい、伊: Allegoria di Ercole、英: Allegory of Hercules）は、イタリア・ルネサンスの画家ドッソ・ドッシが1535年にキャンバス上に油彩で描いた絵画である。画家最晩年の代表的作品の1つで、画家の弟バッティスタ・ドッシの手が入っている可能性もある。『バンボッチアータ』（伊: Bambocciata）、または『ストレゴネーリア』（伊: Stregoneria）という名でも知られるが、主題ははっきりとしない。現在、フィレンツェのウフィツィ美術館に所蔵されている。

## 歴史
本作を委嘱したのはおそらくフェラーラを支配したエステ家のエルコレ2世で、エステ家の「アラバスターの間」に飾られていたらしい。その後、作品は、シエーナでジャンノット・チェンニ (Giannotto Cenni) によりレオポルド・デ・メディチ枢機卿のために購入され、1665年に枢機卿に受け取られた。枢機卿の目録では、「フェラーラ公の道化師の肖像のある絵画」と呼ばれた。ヘラクレスのイタリア語版の名を持つエルコレ2世直々の委嘱でしかありえないであろう風刺的で皮肉的な主題である。絵画の名称はこの名に由来する。

## 作品
ドッソ・ドッシの世俗画には、非日常的な主題を持つ作品が何点かあるが、本作はある種の魔術を行っているところを描いているという解釈がある。おそらくスピンドル (紡錘) を持っている若者とその右脇にいる女性の恋心を確かめるための魔術による占いが行われているのであろう。上半身裸で、頭部に花飾りを着け、杖でガラスの玉を触っている左側の人物が魔術師である。
一方、絵画の発注者がおそらくエルコレ2世であることを考えれば、絵画は同名のヘラクレスの神話をパロディとして表現していると考えられる。本来、ヘラクレスの難行は支配者たる君主に必要な特質と関連付けられていた。しかし、この作品で、ヘラクレスは、自身の難行を示すこん棒やライオンの毛皮などのアトリビュート (特定する事物) とともに描かれておらず、年老いた男として登場している。
ヘラクレスは糸を紡ぐスピンドルを持っているが、それは彼に女性の仕事をさせたオンファレ女王に仕えていることを示している。かくして、難行を成し遂げた後にヘラクレスは彼女との恋に酔いしれているのである。果物籠を持ち、胸を露わにしている右脇の女性は悪徳の象徴である。一方、背景の少女と犬は忠誠心、ひいては徳の象徴である。テーブルと欄干にあるえんどう豆、ナイフの添えられたチーズ、サクランボの実のついた枝は生の喜びを表し、世俗的な誘惑と性の快楽を示唆しており、それは君主が慎まなければならないものでった。かくして、エルコレ2世はヘラクレスを揶揄することで、対照的に自身の正義と賢明さを表そうとしたのかもしれない。
なお、画面上部の4人の男性はエステ家の人物、芸術家、道化師など様々に解釈されている。